# Problepsis albidior
Problepsis albidior là một loài bướm đêm trong họ Geometridae.

## Hình ảnh

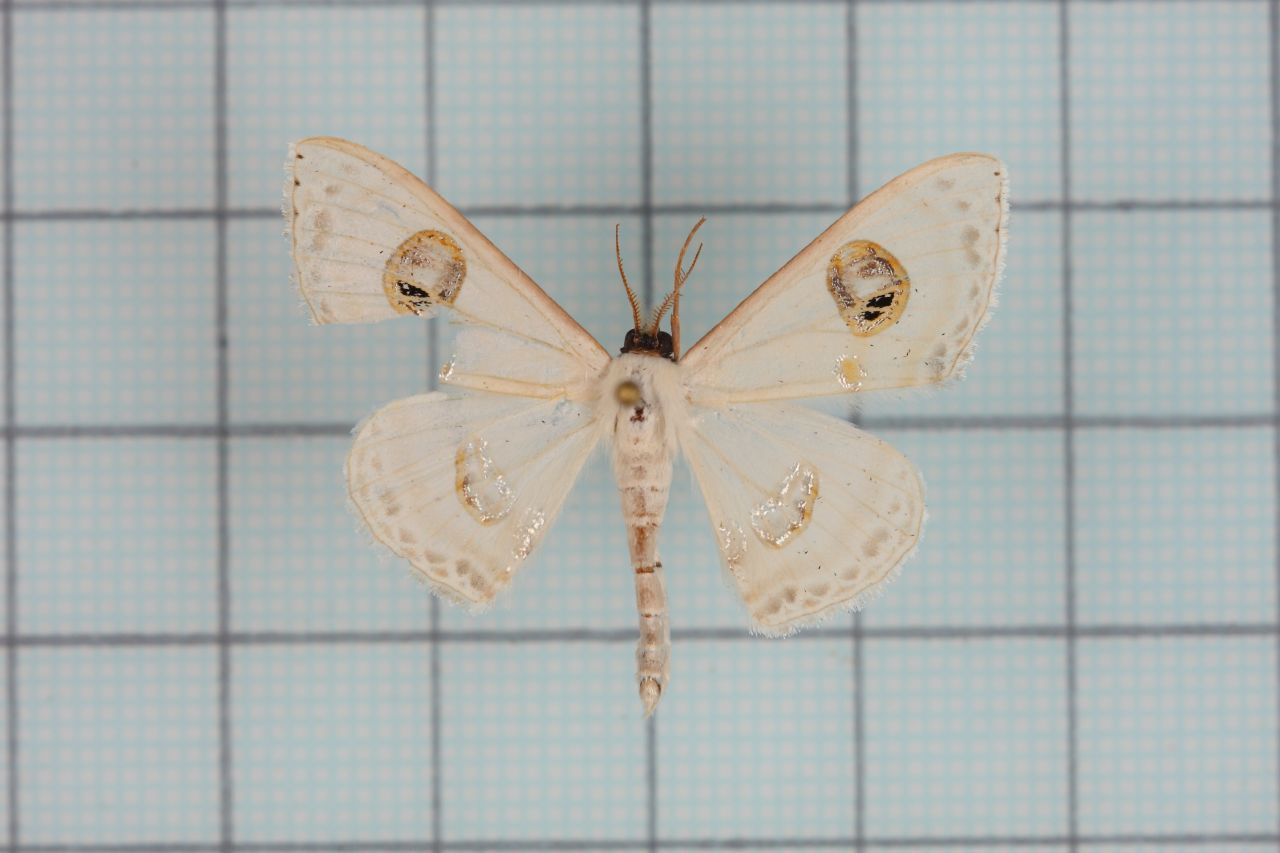